# Maksim Martusevič
Maksim Vjačeslavovič Martusevič (in russo Максим Вячеславович Мартусевич?; Mosca, 7 marzo 1995) è un calciatore russo, centrocampista svincolato.

## Caratteristiche tecniche
È un centrocampista offensivo.

## Carriera
Cresciuto nel settore giovanile del CSKA Mosca, ha trascorso 3 anni con la squadra riserve collezionando 74 presenze. Dal 2016 al 2019 ha giocato in Portogallo con le maglie di União Leiria e Vizela ed l'8 agosto 2020 ha esordito in Prem'er-Liga disputando con il Chimki l'incontro perso 2-0 contro il CSKA Mosca.